# Тайська кішка
Тайська (англ. Thai, ТАІ)  — порода кішок, що зовні нагадують старотипних сіамських.

## Історія
Такі кішки протягом сотень років утримувалися в храмах, імператорських палацах, у будинках знатних людей. Цих кішок дуже цінували. Подібних тварин подарував король Сіаму британському консулові. Нащадки завезених звірів були представлені на першій виставці кішок у Лондоні в Кришталевому палаці. У Бангкоку збереглися рукописи XIV ст. із зображенням кішки тайського типу. У 1990 році в Європі (Німеччина) затверджений стандарт на цю породу. Назву їй дали на честь країни походження (Таїланд) — «тайська». Походить порода від сіамських кішок. Сьогодні кішок цієї породи можна зустріти на багатьох виставках, хоча за популярністю вони значно поступаються кішкам сіамської породи.

## Розмноження
Кошенята народжуються світлими, без пойнтів. Мітки проявляються через кілька тижнів. Забарвлення термозалежне.

## Характер
Тайські кішки подібні із сіамськими не тільки зовні, але й за характером, тільки спокійніші. Вони миролюбні, ласкаві, дуже прив'язливі. Люблять товариство людей. Добре уживаються з іншими тваринами. Легко дресируються й можуть завчити потрібні команди.

## Зовнішній вигляд
Тайська кішка елегантна, середнього розміру, округлих ліній. Тіло міцне, сильне, з добре розвиненою мускулатурою. Грудна клітка широка, округла. Кінцівки середньої довжини, міцні, стрункі. Лапи невеликі, округлі. Хвіст середньої довжини, товстий в основі, рівномірно звужується до кінчика.
Голова округлої форми, з жодного боку не повинна виглядати пласкою або кутастою. Чоло слабковипукле. Морда округлена, чітко окреслена. Вилиці округлі. Щоки наповнені, добре виражені (особливо в котів). Підборіддя сильне. Перехід від чола до носа чітко виражений, знаходиться на рівні очей, не нижче рівня нижньої повіки. Ніс середньої довжини, прямий, без стопа. Вуха середні, широкі в основі, широко розставлені (відстань між вухами не менша ширини вуха в основі), насторожені, трохи розведені в боки. Кінчики вух заокруглені. Очі досить великі, округлі, широко й косо поставлені. Колір очей — від яскраво-блакитного до темно-синього. Шия середньої довжини.
Шерсть коротка, тонка, щільна, густа, майже прилягає. Підшерстя розвинене помірно.

### Забарвлення
Забарвлення: усі колірні варіанти колорпоінтів.

## Світлини

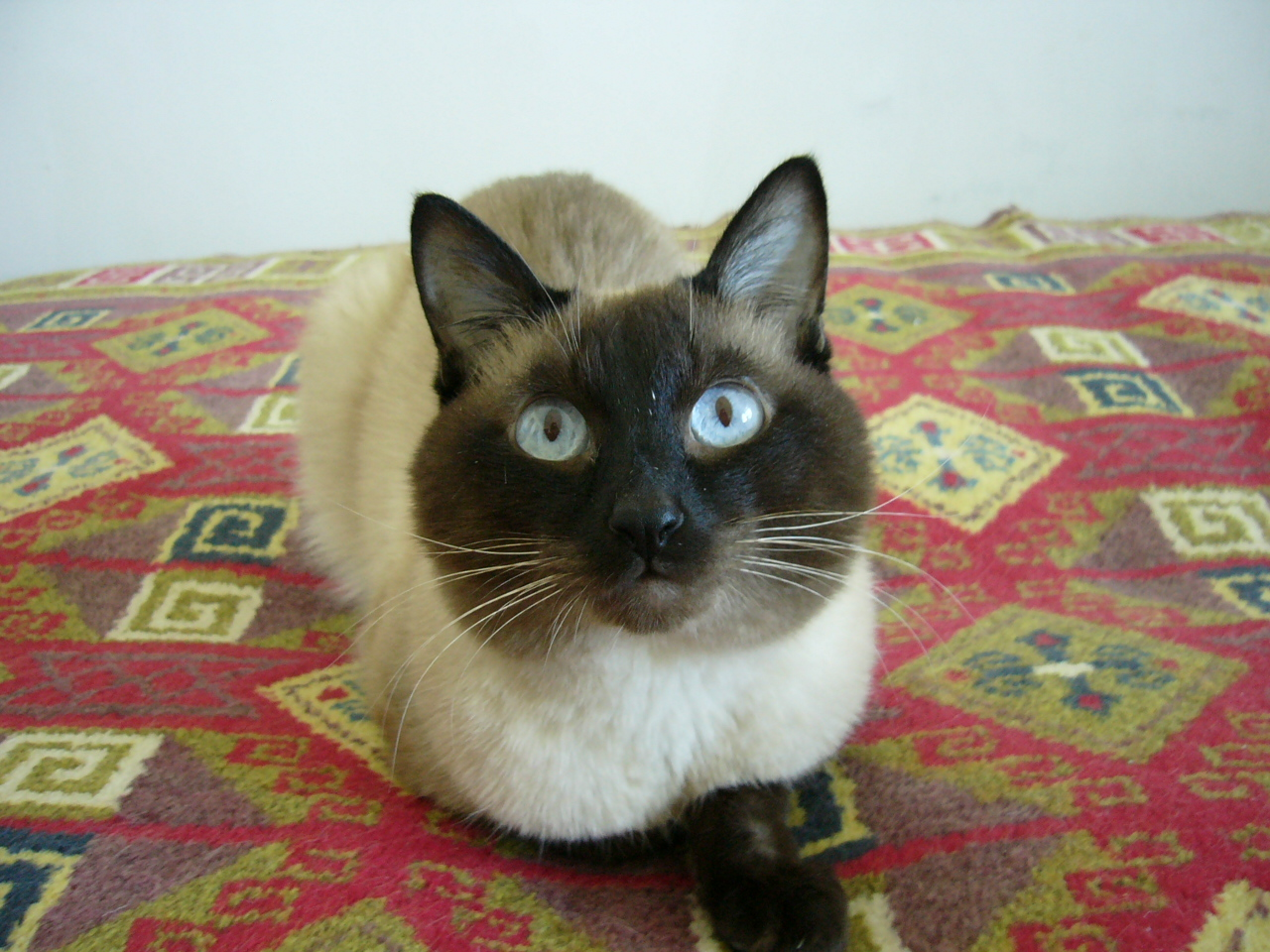
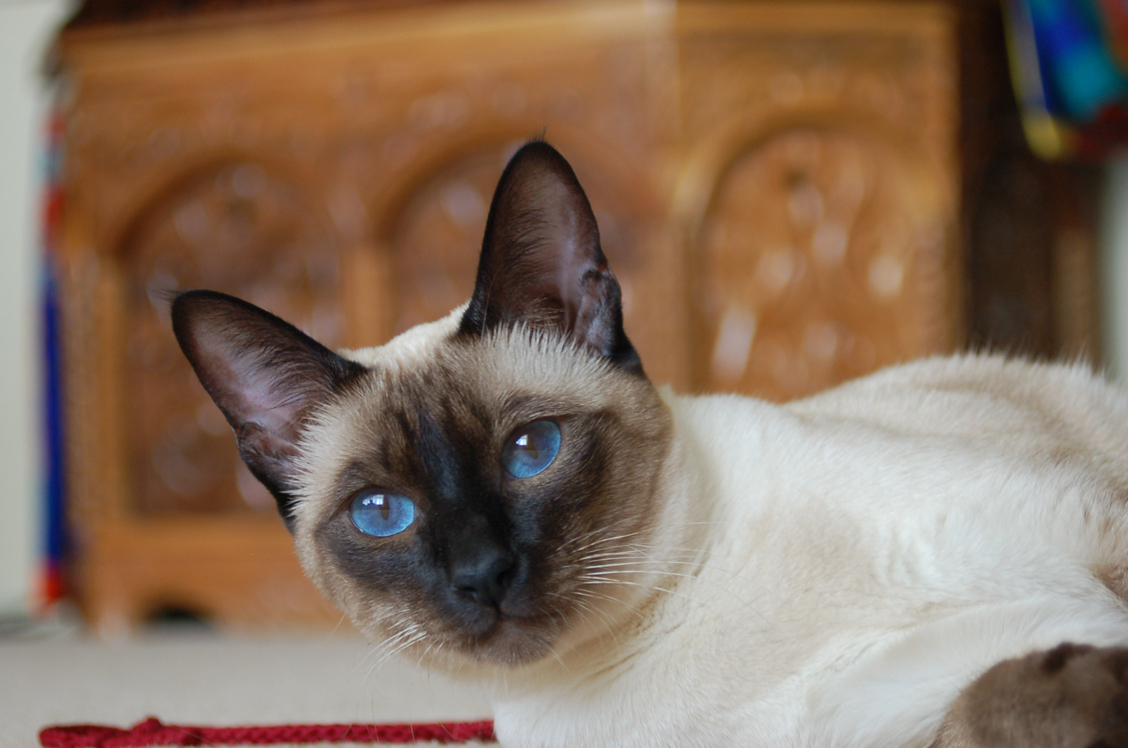
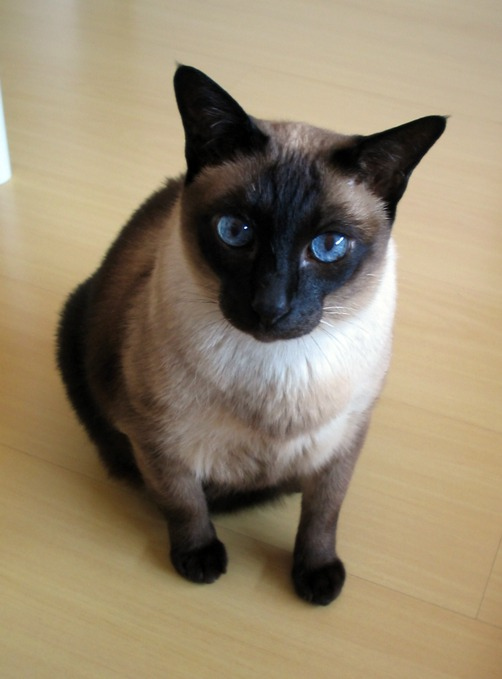
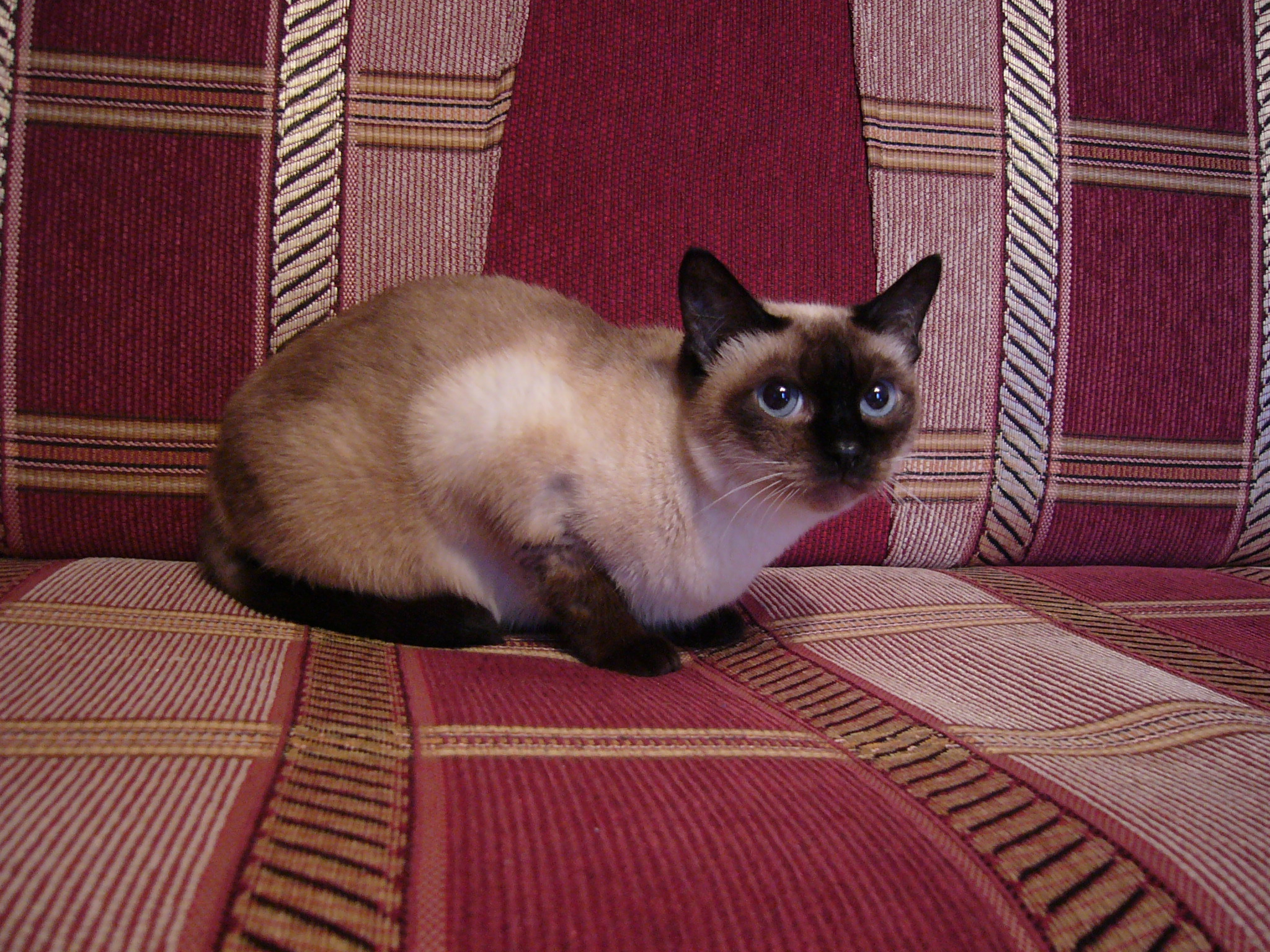
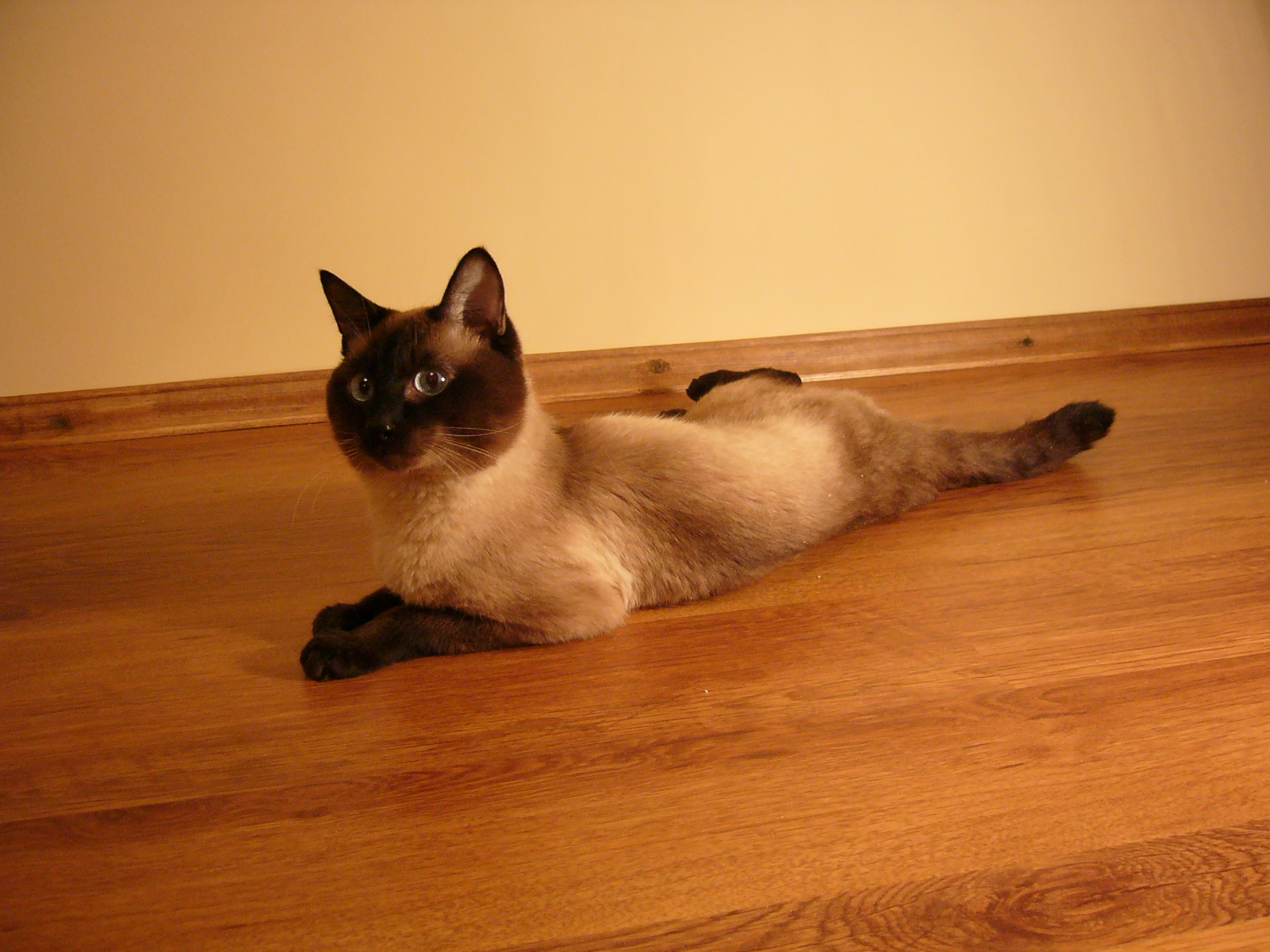